# Agathia sinuifascia
Agathia sinuifascia är en fjärilsart som beskrevs av Louis Beethoven Prout 1927. Agathia sinuifascia ingår i släktet Agathia och familjen mätare. Inga underarter finns listade i Catalogue of Life.